# Albrecht I (książę Meklemburgii)
Albrecht I (zm. w 1397 r.) – książę Meklemburgii-Stargard od 1392 lub 1393 r. wraz z braćmi Janem II i Ulrykiem I. 
Albrecht był jednym z synów księcia Meklemburgii na Stargardzie Jana I, jego matką była Ryksa. W 1392 lub 1393 r., gdy zmarł jego ojciec, wraz z braćmi objął tron w części Meklemburgii ze Stargardem. Pod koniec życia znalazł się w Inflantach, gdzie został biskupem koadiutorem Dorpatu. Zmarł bezpotomnie.